# Oxacilină
Oxacilina este un antibiotic betalactamic din clasa penicilinelor, care se comercializează sub formă de sare sodică.
Oxacilina este o beta-lactamă rezistentă la enzime numite penicilinaze. Datorită rezistenței sale la aceste enzime, cum sunt cele produse de Staphylococcus aureus (stafilococ auriu), este folosită clinic pentru tratarea acestui stafilococ.